# Winnezeele
Winnezeele è un comune francese di 1 264 abitanti situato nel dipartimento del Nord nella regione dell'Alta Francia.

## Società

### Evoluzione demografica
Abitanti censiti